# Фламандский секрет
«Фламандский секрет» (исп. El secreto de los flamencos) — роман аргентинского писателя Федерико Андахази в жанре исторического триллера. Роман издан на русском языке в 2005 году.

## Сюжет
В Европе конца XV века, в эпоху кватроченто, за верховенство на поприще живописи борются последователи художественной школы Флоренции, обладающие навыками изображения перспективы, и фламандской школы, которым известна техника наилучшей передачи цвета. Знаменитому флорентийскому художнику Франческо Монтерге удаётся раздобыть, вероятно, содержащую фламандский секрет рукопись святого Августина, но не расшифровать код в ней.
Во Флоренции происходит серия жестоких убийств юношей, и в обезображенной первой жертве Монтерга узнаёт своего самого талантливого воспитанника Пьетро. Расследование представителем церкви показывает, что преступления связаны с противостоянием деятелей искусства и поиском профессиональных секретов.

## Создание и публикация
Мотивом к написанию романа, по словам Андахази, для него стало желание вернуться к живописи, которой он обучался в юности, но зарёкся посвящать себя этой стезе, несмотря на то что его дед был известным в Австро-Венгрии художником. Кроме того, жена Андахази тоже является живописцем и консультировала его при сочинении истории.
Автор работал над романом в течение двух лет, переписав его за это время пять раз — больше, чем предыдущие. В том числе последний раз уже на заключительном этапе согласования с издателем — из-за неудобства общения по почте с испанским редактором, находясь в Аргентине.
Исходный тираж «Фламандского секрета» составил 14 тысяч экземпляров, в 3-4 раза меньше, чем у двух предыдущих сочинений Андахази крупной формы. Тем не менее Серхио Ольгуин счёл это достаточным, чтобы всё ещё говорить о высокой популярности автора. Хоакин Марко отметил, что роман хорошо приняли даже на обычно не очень благосклонной к иноязычным работам Франкфуртской книжной ярмарке, — вероятно, потому что писатель хорошо понимал, чего от него ожидает аудитория таких произведений.

## Структура
Андахази представлял произведение серией картин. В связи с этим все сцены статичны, чётки и выделяются определённой цветовой гаммой. Роман имеет здесь в некотором роде общие свойства с жанром комиксов. Все 7 глав также носят названия оттенков (в дальнейшем это оказывается и одним из ключей к решению загадок, которые ставит работа). Визуальной интерпретации, с точки зрения и самого Андахази, способствует также противопоставление всего двух основных фактурных локаций повествования: процветающей Флоренции и фламандского Брюгге, находящегося в упадке из-за обмеления порта.
По ходу действия автор делится большим объёмом информации о жизни и профессиональной деятельности художников в эпоху Возрождения, в том числе об использовавшихся в творчестве материалах, инструментах и технологиях.
Сама история по своей общей схеме симметрична, начинаясь с убийства и в развязке приходя к другому убийству. По мнению Иляны Счипьоне, действие произведения развивается по спирали.

## Критика
Федерико Андахази называют ярким представителем заданного в 1940-х годах Хорхе Луисом Борхесом направления в аргентинской литературе, ставящего приключенческую составляющую выше «бесформенной психологической». Одновременно «Фламандский секрет» наследует и черты первого триллера для эрудитов, романа итальянского писателя Умберто Эко «Имя розы» (1980).
Роман Андахази характеризуют также как полицейский без полиции. По окончании работы над книгой такое впечатление сложилось и у автора. Мариана Гоускова считает, что произведение и вовсе не является историческим триллером, поскольку сам Андахази указывает, что не стремился к исторической достоверности, давая приоритет не фактам, а тому, что важно для построения сюжета.